# Campionati del mondo di ciclismo su strada 2017 - Gara in linea femminile Junior
La gara in linea femminile Juniors dei Campionati del mondo di ciclismo su strada 2017 si è svolta il 22 settembre 2017 con partenza ed arrivo da Bergen, in Norvegia, su un percorso totale di 76,4 km. L'italiana Elena Pirrone ha vinto la gara con il tempo di 2h06'17" alla media di 36,299 km/h, argento alla danese Emma Norsgaard Jørgensen e a completare il podio l'italiana Letizia Paternoster.
Presenti alla partenza 92 cicliste, di cui 81 sono arrivate al traguardo.

## Squadre partecipanti
| N.    | Cod. | Squadra       |
| ----- | ---- | ------------- |
| 1-5   | ITA  | Italia        |
| 6-11  | NED  | Paesi Bassi   |
| 12-16 | GER  | Gran Bretagna |
| 17-21 | FRA  | Francia       |
| 22-23 | DEN  | Danimarca     |
| 24    | AUS  | Australia     |
| 25-27 | BEL  | Belgio        |
| 28-31 | GER  | Germania      |
| 32-35 | USA  | Stati Uniti   |
| 36-37 | MEX  | Messico       |
| 38-41 | RUS  | Russia        |
| 42    | COL  | Colombia      |
| 43-44 | ETH  | Etiopia       |
| 45-48 | POL  | Polonia       |
| 49    | LUX  | Lussemburgo   |
| 50-51 | SWE  | Svezia        |
| 52    | JPN  | Giappone      |
| 53-56 | KAZ  | Kazakistan    |
| 57    | INA  | Indonesia     |

| N.    | Cod. | Squadra       |
| ----- | ---- | ------------- |
| 58-59 | THA  | Tailandia     |
| 60    | UKR  | Ucraina       |
| 61    | PRT  | Portogallo    |
| 62-65 | LTU  | Lituania      |
| 66    | TPE  | Taipei cinese |
| 67-69 | BLR  | Bielorussia   |
| 70    | FIN  | Finlandia     |
| 71    | SVK  | Slovacchia    |
| 72    | SUI  | Svizzera      |
| 73-76 | ESP  | Spagna        |
| 77    | AUT  | Austria       |
| 78    | SLO  | Slovenia      |
| 79-80 | RSA  | Sudafrica     |
| 81-84 | CAN  | Canada        |
| 85    | BER  | Bermuda       |
| 86    | ISR  | Israele       |
| 87-90 | NOR  | Norvegia      |
| 91    | CRO  | Croazia       |
| 92    | ARG  | Argentina     |

## Classifica (Top 10)
| Pos. | Corridore           | Squadra     | Tempo    |
| ---- | ------------------- | ----------- | -------- |
| 1    | Elena Pirrone       | Italia      | 2h06'17" |
| 2    | Emma Norsgaard      | Danimarca   | a 12"    |
| 3    | Letizia Paternoster | Italia      | s.t.     |
| 4    | Marija Novolodskaja | Russia      | s.t.     |
| 5    | Jade Wiel           | Francia     | s.t.     |
| 6    | Pfeiffer Georgi     | G. Bretagna | s.t.     |
| 7    | Clara Copponi       | Francia     | s.t.     |
| 8    | Simone Boilard      | Canada      | s.t.     |
| 9    | Anne-Sophie Harsch  | Lussemburgo | s.t.     |
| 10   | Evita Muzic         | Francia     | s.t.     |